# Matthew Abood
Matthew Abood (n. 28 iunie 1986, Sydney, Noul Wales de Sud, Australia) este un înotător australian, medaliat olimpic. A participat la o ediție a Jocurilor Olimpice (2016) în care a câștigat o medalie de bronz.

## Participări
Lista de mai jos prezintă principalele competiții la care a participat Matthew Abood de-a lungul carierei.
- Natação nos Jogos Olímpicos de Verão de 2016 - Revezamento 4x100 m livre masculino[*]